# 格罗讷河畔布雷斯
格羅訥河畔布雷斯（法語：Bresse-sur-Grosne，法語發音：[bʁɛs syʁ ɡʁon]）是法国勃艮第-弗朗什-孔泰大區索恩-卢瓦尔省的一个市镇，属于索恩河畔沙隆区。

## 地理
格罗讷河畔布雷斯（46°35'31"N, 4°43'55"E）面积10.02 平方千米，位于法国勃艮第-弗朗什-孔泰大區索恩-卢瓦尔省，该省份为法国中部省份，北起顺时针与科多尔省、汝拉省、安省、罗讷省、卢瓦尔省、阿列省和涅夫勒省接壤。
与格罗讷河畔布雷斯接壤的市镇（或旧市镇、城区）包括：拉沙佩勒德布拉尼、埃特里尼、马莱、塞尔西。
格罗讷河畔布雷斯的时区为UTC+01:00、UTC+02:00（夏令时）。

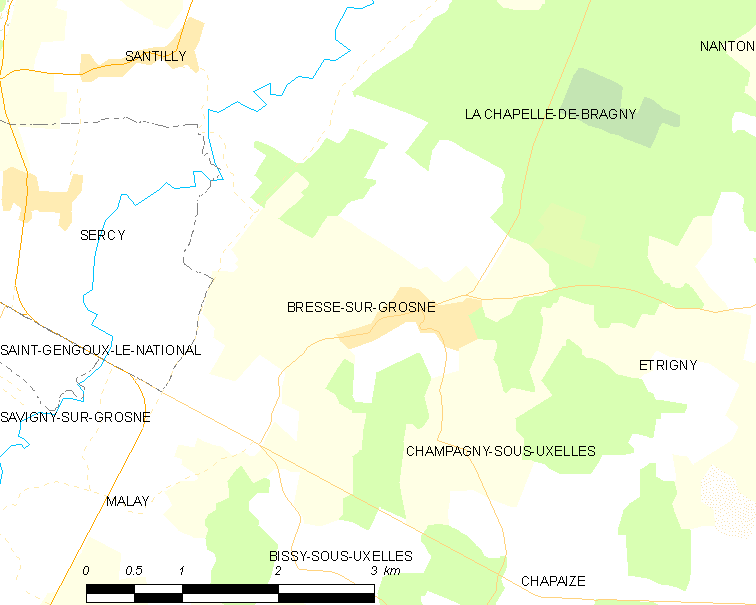
格罗讷河畔布雷斯的OSM定位图

## 行政
格罗讷河畔布雷斯的邮政编码为71460，INSEE市镇编码为71058。

## 政治
格罗讷河畔布雷斯所属的省级选区为图尔尼县。

## 人口

1962-2008年间格罗讷河畔布雷斯人口变化图示

格罗讷河畔布雷斯于2022年1月1日时的人口数量为185人。